# Ringkøbing-Ørnhøj-Holstebro Jernbane
Ringkøbing-Ørnhøj-Holstebro Jernbane (RØHJ) – eller Ørnhøjbanen – var en dansk privatbane.

## Historie
Forud for den store jernbanelov fra 1908 blev der forhandlet om en statsbane fra Skjern over Videbæk, Nørre Omme og Aulum til Skive med en sidebane fra Ringkøbing til Nørre Omme. DSB frygtede, at den ville blive en konkurrent til den vestjyske længdebane, så kun Skjern-Videbæk blev en realitet.

### Ringkøbing-Ørnhøj
Jernbaneloven kom til at indeholde en jernbane fra Ringkøbing over Ølstrup og Brejning til Nørre Omme, men som privatbane. Heraf kom selskabets oprindelige navn – Ringkøbing-Nørre Omme Jernbane (R.NO.J.) – som kom til at stå på en del af banens rullende materiel.
I Ringkøbing var baneselskabet langt fremme med planer om at bygge egen station, men DSB foreslog, at Ringkøbing station blev udvidet, så privatbanen kunne optages der. Det blev løsningen, men DSB forlangte en pris, som var højere end banens lønninger til stationstjeneste på de øvrige stationer tilsammen.
Banen skulle oprindelig have haft endestation ved Spåbækgårdene, men den blev forlænget til Halkjær Mark med station ved gården Store Halkjær. Stationen kunne dog ikke hedde Halkjær, for det navn var i brug på Hvalpsundbanen, så den kom til at hedde Ørnhøj efter en høj lidt længere mod vest. Byen Ørnhøj skylder altså banen sin eksistens. Først 1. april 1920 ændrede banen navn til Ringkøbing-Ørnhøj Jernbane (RØJ).

### Ørnhøj-Holstebro
Ørnhøjbanen blev fra starten en succes, så der kom snart interesse for en forlængelse fra Ørnhøj til Holstebro. Den kom med i den næste store jernbanelov fra 1918 og blev indviet i 1925. Den nye strækning blev oprettet af det selvstændige selskab Ørnhøj-Holstebro Jernbane (ØHJ), men de to selskaber havde fælles drift og fremtrådte udadtil som ét selskab Ringkøbing-Ørnhøj-Holstebro Jernbane med ejendomsmærket RØHJ. Først i 1953 blev de slået sammen.
I Holstebro havde man forestillet sig, at banen kunne blive optaget på Sønderport billetsalgssted på Vejle-Holstebro-banen, men DSB ville ikke opgradere billetsalgsstedet til station, så her måtte Ørnhøjbanen bygge egen station – Holstebro Sydbanegård – og nøjes med et par overleveringsspor, så der kunne udveksles godsvogne med DSB. Fra Sydbanegården kunne man gå ad en kort sti med en underføring under statsbanen til Sønderport. Fra maj 1949 blev Ørnhøjbanens tog ført ind til Holstebro Station.

## Trafikken
Banen var en vigtig kulturbærer i et tyndtbefolket område, og den blev især i begyndelsen flittigt brugt til både gods- og persontransport. I perioden 1911-1936 havde Ringkøbing-Ørnhøj Jernbane således 1,3 millioner passagerer. Af gods blev der især transporteret mergel og tørv samt svin til slagtning.
Efter nedgang i 1930'erne betød Anden verdenskrig igen økonomisk fremgang for banen, især med transport af brunkul, der blev fundet i de sure hedeområder. Banen var ikke hårdt ramt af jernbanesabotage. Alle vidste, at dens transport af brunkul var livsvigtig – også tyskerne, som ikke dirigerede tog over Ørnhøj, selvom Jyske Vestbane var spærret efter sabotage.
Da banen i 1947 anskaffede to skinnebusser, var økonomien så god, at banen kunne betale dem af det opsparede overskud. De fleste andre privatbaner måtte låne til sådanne investeringer.

## Jernbaneulykker
Den værste ulykke i banens historie fandt sted 22. marts 1947, da to motorvogne kolliderede mellem Vind og Sørvad. To drenge, der havde fået lov at opholde sig i et af førerrummene, omkom.

## Strækningsdata
- Ringkøbing-Ørnhøj:
  - Åbnet: 15. november 1911
  - Længde: 30,7 km
  - Skinnevægt: 22,45 kg/m
- Ørnhøj-Holstebro:
  - Åbnet: 28. august 1925
  - Længde: 23,1 km
  - Skinnevægt: 24,4 kg/m
- Samlet længde: 53,8 km
- Enkeltsporet
- Sporvidde: 1.435 mm
- Nedlagt: 31. marts 1961

## Standsningssteder
Banen havde tre "halvofficielle" trinbrætter, som ikke stod i publikumskøreplanen, kun i tjenestekøreplanen.
- Ringkøbing station i km 0,0 – forbindelse med Den vestjyske længdebane.
- Rindum Kærby trinbræt i km 3 fra 1949.
- Nobjerg trinbræt i km 3,5 fra 1927.
- No station i km 5,5.
- Stampen trinbræt i km 7,1 fra 1927.
- Flytkjær trinbræt i km 10 fra 1949.
- Lervang station i km 11,4. Anlagt ½ km sydvest for Ølstrup på den anden side af Ølstrup Bæk.
- Hjøllund (halvofficielt trinbræt).
- Mosdal trinbræt i km 13,9 fra 1927.
- Vesterbæk trinbræt i km 15,1.[12]
- Bækbo trinbræt i km 16 fra 1951.
- Spjald station i km 17,7.
- Muldbjerg station i km 21,1.
- Lille Tarp trinbræt fra 1952.
- Sønderkær trinbræt i km 24,2 fra 1927.
- Grønbjerg station i km 27,1.
- Spåbæk trinbræt i km 29 fra 1949.
- Ørnhøj station i km 30,7.
- Havrsnab trinbræt i km 33,7 fra 1926.
- Gammelvind (halvofficielt trinbræt).
- Vind station i km 37,5. Anlagt omtrent midt mellem Vind Kirke og den spredte bebyggelse Vindby.
- Østergård (halvofficielt trinbræt).
- Resdalhus trinbræt i km 40,3 fra 1926.
- Sørvad station i km 43,1. Anlagt 2 km syd for Vinding Kirke, men i nærheden af Sørvad Andelsmejeri.
- Vennevold trinbræt i km 46,2.[13]
- Nørre Felding station i km 49,5. Anlagt 1 km vest for Nørre Felding Kirke.
- Holstebro sydbanegård i km 53,8 – forbindelse med Vejle-Holstebro-banen.
- Holstebro station – fra maj 1949 forbindelse med Vejle-Holstebro-banen og Den vestjyske længdebane.

### Bevarede stationsbygninger
Ørnhøjbanens stationsbygninger er tegnet af Ulrik Plesner. De er alle bevaret undtagen den i Ørnhøj, som blev revet ned i 1979 i forbindelse med en vejudvidelse – efter nedlæggelsen af banen havde den været posthus og rutebilstation..
- No: Gl. Stationsvej 8
- Lervang: Flytkær 5
- Spjald: Skolegade 43
- Muldbjerg: Muldbjerg Byvej 15
- Grønbjerg: Skolevænget 6
- Vind: Granstien 4
- Sørvad: Stationsvej 6
- Vennevold: Sørvadsvej 27
- Nørre Felding: Idrætsvej 9
- Holstebro Syd: Niels Kjeldsens Vej 19

## Strækninger hvor banetracéet er bevaret
18½ km af banens tracé er bevaret og tilgængeligt. Den længste strækning på 6 km går mellem Muldbjerg og Grønbjerg, afbrudt ved Sønderkær. 10. juni 2012 blev "Natursti via den gamle bane ved Spjald" indviet. Den passerer små stykker gennemskæring og banedæmning og sydvest for Spjald et mere sammenhængende stykke bevaret banetracé.
- Sti mod øst fra No Station
- Bevaret banetracé ved Flytkær
- Et stykke bevaret banedæmning på naturstien ved Spjald
- I Spjald starter stien til Muldbjerg
- Ved en lille uindhegnet dæmning i Muldbjerg findes denne km-sten 20,5 km fra Ringkøbing
- Voldsted Bjerg syd for Vind
- Banedæmning gennem Vind Plantage
- Resdalhus trinbræt mellem Vind og Sørvad